# Splendid's
Splendid's è un'opera teatrale in due atti di Jean Genet scritta nel 1948, pubblicata postuma nel 1993, sette anni dopo la scomparsa dell'autore. 

## Trama
Al settimo piano dell'hotel di lusso "Splendid's", sette banditi e un poliziotto, passato dalla loro parte, hanno preso in ostaggio la figlia di un milionario per chiederne il riscatto, ma per errore la ragazza viene uccisa. Il capobanda, allora, indossa gli abiti della ragazza e si mostra al balcone nel tentativo di ingannare la polizia, che però decide lo stesso l'assalto per liberare l'ostaggio. Nella confusione finale, il poliziotto traditore riprenderà il proprio ruolo, e per di più con l'apparenza dell'eroe.

## Poetica
Dietro il paravento di una trama poliziesca, Genet affronta tutti i temi a lui più cari, quali l'epopea dei fuorilegge, la disperazione, il tradimento, la resa dei conti finale, l'omosessualità, il travestimento. Temi che l'esile trama regge benissimo grazie ai dialoghi taglienti che nascono dall'urgenza e dalla drammaticità della situazione che costringe gli uomini a gettare le maschere e a svelare la loro vera identità: diventati come topi rinchiusi in una tana, fanno i conti con la propria coscienza e con la dura realtà, e soprattutto ognuno vive una profonda crisi d’identità, con conseguenti esplosioni di tensioni, complotti, invidie, gelosie e follie.